# 데이토나 USA: 챔피언십 서킷 에디션
《데이토나 USA: 챔피언십 서킷 에디션》(Daytona USA: Championship Circuit Edition, 이하 CCE)은 1996년 11월에 발매된 데이토나 USA의 스핀오프 작이다. 1997년 아케이드판에서 세가 랠리 챔피언십을 거의 완벽하게 이식한 세가 스포츠 팀은 동일 엔진을 사용하여 데이토나 USA의 새로운 버전을 출시했다. 배경이 깨지는 현상을 많이 줄였으며 프레임률도 20프레임에서 안정된 30프레임으로 향상되었다. 새로운 자동차를 선택할 수 있게 되었고 새로운 코스도 두 개(Desert City, National Park Speedway)가 늘었으며, 2인 플레이가 가능하게 되었다. 미국 및 유럽 시장에서 CCE를 발매한 뒤, 보다 더 업데이트된 버전이 이후 데이토나 USA: 서킷 에디션이라는 이름으로 일본에서 발매되었다. 이 버전에는 아케이드 원음과 CCE에 실렸던 리믹스를 함께 수록했으며 여기에 8분 길이의 믹스곡 '데이토나 USA 메들리'를 추가했다. 드리프트 및 핸들링 감각은 CCE에서 다시 아케이드 게임 수준으로 바뀌었으며, 배경의 시간대도 밤, 저녁, 아침('START YOUR ENGINES' 화면에서 X, Y, Z 버튼을 누르고 있으면 발동된다) 중 하나를 고를 수 있다. 이러한 차이 외에도 CCE 와의 또 다른 차이점은 X밴드를 이용한 네트워크 대전 플레이와 아날로그 컨트롤러 지원기능을 추가하였으며, 미국에서는 약 1년 후 서킷 에디션을 "데이토나 USA CCE : 넷링크 에디션"이라는 이름으로 제출시하였다.
서킷 에디션에서는 리처드 자크, 세노우에 준이 작업한, 오리지널 원음을 리믹스한 곡들 및 새롭게 추가한 곡들을 실었다. 그러나 CCE는 'Race To the Bass'라는 오리지널 곡을 추가한 대신 아케이드 원음과 데이토나 USA 메들리를 싣지 않았다.
서킷 에디션은 게임 내에서 3개의 코스를 초급, 중급, 상급이 아니라 고유 명칭('Three Seven Speedway', 'Dinosaur Canyon', 'Seaside Street Galaxy')으로 부른 첫 번째 버전이고, 컨트롤러는 기본 조이패드를 포함해 새턴 3D 아날로그 컨트롤 패드와 호환되었으며, 아케이드 레이서 스티어링 휠과 버추어 스틱으로도 즐길 수 있었다.

### 데이토나 USA 디럭스
데이토나 USA: 디럭스는 CCE의 PC 버전이다. 이 버전에는 Silver Ocean Causeway라는 별도의 주행 코스가 있다. 이후 이 버전에 맞는 다이렉트3D 패치가 이루어졌다. 일본과 대한민국에서는 서킷 에디션에 맞춰 데이토나 USA 에볼루션(Daytona USA Evolution)이라는 이름으로 출시되었다.

## 평가
| 평가                                                                                   |              |
| -------------------------------------------------------------------------------------- | ------------ |
| 평론 점수 평론사 점수 게임스팟 6.8/10 (SAT) [ 4 ] Sega Saturn Magazine 90% (SAT) [ 5 ] |              |
| 평론 점수                                                                              |              |
| 평론사                                                                                 | 점수         |
| 게임스팟                                                                               | 6.8/10 (SAT) |
| Sega Saturn Magazine                                                                   | 90% (SAT)    |

## 참조
1. ↑  Leadbetter, Rich; Maslolwicz, Mark (December 1996). “Q&A”. 《Sega Saturn Magazine》. 14호 (Emap International Limited). 36쪽.
2. ↑  Staff (1997년 10월 21일). “Now Shipping”. 《PC 게이머》. 1998년 2월 18일에 원본 문서에서 보존된 문서. 2019년 12월 5일에 확인함.
Now Shipping: "Sega's Daytona USA Deluxe, which includes Force Feedback support..."
3. ↑  “DAYTONA USA Evolution PC게임 프리뷰 - 게임다운로드의 모든것.. 데모랜드”. 2007년 10월 27일에 원본 문서에서 보존된 문서. 2013년 8월 29일에 확인함.
4. ↑  Ham, Tom (1996년 12월 1일). “Daytona Championship Review”. 《GameSpot》. 2018년 3월 8일에 확인함.
5. ↑  Leadbetter, Rich (December 1996). “Review: Daytona Championship Circuit Edition”. 《Sega Saturn Magazine》. 14호 (Emap International Limited). 68–69쪽.